# پیشرفت
پیشرفت (انگلیسی: Progress)، پیشرفت عبارت است از حرکت به جلو یا حرکت به جهت معینی. مفهوم آن در مقابل بازگشت و تأخر است؛ مثلاً می‌گویند: ملت پیشرفت کرده‌است. از این قبیل است پیشرفت صنعت، آموزش، بیماری و لشکر.

## پیشرفت حقیقی به هم پیوسته
پیشرفت حقیقی متصل و به هم پیوسته و به دو نوع متناهی و غیر متناهی است.
1. پیشرفت متناهی و محدود پیشرفتی است که متوجه تحقق غایت معینی در فرصت محدودی باشد.
2. پیشرفت نامحدود عبارت است از انتقال ضروری و متصل، در شرایط معین، از حدی به حد بعدی، مانند تسلسل اعداد یا تسلسل علل.

## پیشرفت مطلق و نسبی
پیشرفت از جهت دیگری قابل تقسیم به مطلق و نسبی است:
1. پیشرفت نسبی عبارت است از انتقال از خوب به بهتر، یا از نقص به کمال. ارزش گذاری مردم در مورد طبیعت این انتقال، نسبت به ارزش‌هائی که بر ایشان قابل تصور است، متفاوت است.
2. پیشرفت مطلق، پیشرفتی است که ناشی از حتمیت تاریخی یا وجودی، یا ناشی از قدرت واقعی مؤثر در افراد، یا ناشی از غایت حاکم بر تغییرات زندگی باشد. مفهوم چنین پیشرفتی کاملاً روشن نیست.

مهم این نیست که پیشرفت را به حتمیّت یا قدرت و غایت، تأویل و ارجاع کنیم، بلکه مهم این است که مفهوم آن را دقیقاً روشن کنیم.
ترسیم این پیشرفت در نظر بعضی فیلسوفان به شکل خط مستقیم، و در نظر بعضی به شکل خط منحنی فزاینده و در نظر بعضی دیگر به شکل چرخشی و … است.
پیشرفت، گر چه صور و اشکال مختلفی دارد، اما در ذات و جوهر خود، یک چیز است و آن عبارت است از انتقال تدریجی در یک نظام متصل و پیوسته، از پایین به بالا یا از نقص به کمال.
مقدار پیشرفت در مسیر (الف- ب) به اعتقاد لایب نیتس، عبارت است از حاصل ضرب جرم در شتاب جسم.

## اصطلاح پیشرو
اصطلاح پیشرو منسوب به پیشرفت است و چیزی است که رو به جلو پیش رود.

## مفهوم پیشرفت اجتماعی و تصمیم‌گیری
نگاهی اجمالی به تحولات مفهومی و مبانی توسعه و پیشرفت، شاید بتواند در شفاف تر شدن مسیری که جامعه می‌خواهد در آن گام بگذارد و نیز در فراهم آوردن تسهیلاتی برای ساختار تصمیم‌گیری کلان کشوری، کمک کند.

## مبانی الگوی پیشرفت اجتماعی در غرب
مهم‌ترین مبانی الگوی پیشرفت در دنیای مدرن در سه مؤلفه انسان‌محوری، دنیا محوری، و علم‌محوری خلاصه می‌شود.

## توسعه زندگی اجتماعی
از توسعه به لحاظ نظری و عملی تعاریف متعددی ارائه می‌شود. گاهی آن را در کاهش شکاف یا تضاد در ابعاد مختلف زندگی اجتماعی، و زمانی در تبدیل قوه به فعل، یا گسترش نظم و قاعده‌مندی و یا… تعریف می‌کنند.
ساز و کارهای متعددی برای ارتقا بهروزی جوامع طراحی شده‌است، اما یکی از مهم‌ترین آنها دموکراتیزه کردن محیط کار و ایجاد فضایی است که ضرورت احساس با ارزش بودن و مشارکت داشتن را القا کند. اما مهم‌تر و گسترده‌تر از این، توجه جدی به نظام توزیع عادلانه موهبت‌های اقتصادی و اجتماعی است که علاوه بر افزایش سطح بهروزی انسان‌ها، به کاهش جدی آسیب‌های اجتماعی نیز کمک می‌کند. گفتنی است که مطابق برخی مطالعات عمیق و گسترده، روان‌شناسی تکاملی انسان نیز نشان از تمایل کم و بیش ذاتی انسان به برابری و تعادل دارد.

## برای مطالعهٔ بیشتر
http://ensani.ir/fa/article/62967/ توسعه دین محور